# Giove, Nettuno e Plutone
Giove, Nettuno e Plutone è un dipinto eseguito dal pittore italiano Caravaggio intorno al 1597, e conservato nel casino di Villa Ludovisi, a Roma. È l'unica pittura murale eseguita dall'artista, dato che i materiali da lui più utilizzati sono l'olio su tela, e, meno frequentemente, quello su tavola.

## Storia
Il dipinto venne realizzato su commissione del protettore di Caravaggio, Francesco Maria del Monte, sul soffitto della villa del cardinale presso porta Pinciana, acquistata dapprima nel 1596, poi ceduta al cardinale Pietro Aldobrandini e in seguito di nuovo riacquistata nell'aprile del 1599. In questo camerino, il cardinale si dilettava nell'alchimia e, per tale ragione, Caravaggio vi dipinse un'allegoria della triade alchemica di Paracelso: Giove, personificazione dello zolfo e dell'aria, Nettuno del mercurio e dell'acqua, e Plutone del sale e della terra.

La notizia è nota soltanto grazie a Giovan Pietro Bellori che, nel 1672, scriveva: «Tiensi ancora in Roma esser di sua mano Giove, Nettuno e Plutone nel giardino Ludovisi a Porta Pinciana [...]». La formula tiensi ancora in Roma fa pensare che il Bellori si servisse di una informazione basata su di una tradizione forse orale; l'opera, singolare per il Caravaggio che aveva sempre dipinto ad olio su tela ed aveva - a detta di Bellori - poca pratica nella tecnica della pittura murale, consisteva in un dipinto a olio su muro: 
(Giovan Pietro Bellori, Le vite de' pittori, scultori et architetti moderni, a cura di Evelina Borea, Torino, Einaudi, 1976 p. 233.)

## Descrizione e stile
Il dipinto di Caravaggio si trova in un ambiente di transito del piano nobile della Villa Ludovisi, che conduce alla Sala della Fama del Guercino: si tratta di un gabinetto alchemico di piccole dimensioni, una «distalleria», come la definiva Bellori. Il dipinto era praticamente dimenticato ed era sfuggito ai critici d'arte fin quando, nel 1969, Giuliana Zandri lo riscoprì dandone un'accurata descrizione e datandolo come opera eseguita tra il 1597-1600. Soltanto dopo un'accurata ripulitura, eseguita nel 1990 sotto la direzione di Maria Grazia Bernardini, il dipinto ha mostrato il suo volto evidenziando tre divinità mitologiche, Giove, Plutone, Nettuno intorno ad una sfera celeste costellata dei segni zodiacali, con l'aggiunta di due globi luminosi.
Le tre divinità sono associabili a tre elementi: Giove (Aria) Plutone (Terra) Nettuno (Acqua) che compongono i tre strati alchemici della materia (gassoso-solido-liquido). Le tre divinità sono associate a tre animali simbolici che, in genere, le rappresentano: Giove all'aquila, Plutone a Cerbero tricefalo guardiano dell'Ade nelle cavità sotterranee, Nettuno al cavallo marino dalle pinne grigie. Al centro della scena, dipinta sul soffitto della distilleria del Cardinale, la grande sfera luminosa e trasparente che si posiziona sullo sfondo del cielo nuvoloso. Dentro la sfera, ruota una fascia con i segni zodiacali, fra cui si riconoscono i Pesci, l'Ariete, il Toro, i Gemelli.
Per raffigurare la complessa scena con le tre divinità Caravaggio si servì di un grande specchio piano sul quale salì lui stesso rappresentandosi nudo, cosicché Giove (che è però coperto da un drappo bianco), Nettuno (anche lui in parte coperto ai genitali) e Plutone che invece mostra appieno gli attributi virili sono tre autoritratti dello stesso Caravaggio e, come segnala la Vodret, anche Cerbero è mostrato con i tre ritratti dello stesso cane che forse Caravaggio aveva ripreso da quello che portava sempre con sé, e che si chiamava Cornacchia.
Secondo il divulgatore storico-artistico inglese Andrew Graham Dixon, il fallo in piena vista, reso visibile solo dopo il restauro giacché dall'Ottocento era coperto da un drappo, potrebbe avere anche un risvolto simbolico in quanto il tema generale del dipinto potrebbe essere il ruolo procreativo dei tre elementi alchemici dalla cui confluenza seminale dipenderebbe l'intero. La raffigurazione caravaggesca è un'allegoria del processo alchemico, i tre dei rappresentano la trasmutazione della materia nei tre stati fondamentali (solido/ liquido/ gassoso), da cui si genera la pietra filosofale «come geroglifico dell'universo e con essa – ad imitazione della Genesi – la luce, rappresentata dal grande globo luminoso dove si uniscono il principio maschile, il Sole e quello femminile, la Luna».

## Iconografia
Come ha sottolineato Giuliana Zandri le figurazioni caravaggesche sono del tipo «sotto in su», sospese in aria, senza referenti architettonici, «un vero scorcio, un sotto in su, già barocco, che ha precedenti nel manierismo» (ad es. in Pellegrino Tibaldi o in Giulio Romano, e nello stesso Correggio). Pensiamo alle scenografiche rappresentazioni di Giulio nel soffitto di Palazzo Te a Mantova, come l'impressionante Caduta di Fetonte con le spettacolari e ardite figurazioni dei cavalli sospesi in aria o alla bellissima immagine del Ratto di Ganimede di Correggio oggi al Kunsthistorischen Museum di Vienna.
Il Frommel pensa che l'articolazione ternaria delle figure sia tipica di quel periodo in cui Caravaggio realizza il Riposo durante la fuga in Egitto e Giuditta e Oloferne, fra 1597 e 1599; si rivela, tuttavia, l'influenza e il riferimento iconografico della Loggia di Psiche di Raffaello alla Farnesina. La Cole Wallach si sofferma sull'iconografia infrequente di Giove seduto sull'aquila e richiama come modello quello della Loggia della Farnesina e ancora in una incisione del Caraglio su disegno di Rosso Fiorentino ed anche in un testo, L'Alchimia, di Andreas Libavius, del 1595, come poteva forse trovarsi nella nutrita biblioteca specializzata del cardinale.
Ancora una variante iconografica, quella di Nettuno col cavallo marino e non con il delfino, si trova in una incisione e del Caraglio e dipinta nella Loggia della Farnesina. Un'incisione su disegno di Giulio Romano di Giulio Bonasone conservata alla Casanatense di Roma, mostra i tre dei Giove, Nettuno, Plutone, che si dividono l'universo mentre sono intenti nell'opera alchemica di trasformazione. L'incisione a bulino è databile fra l'inizio del '500 e la fine, precisamente nel 1599. Naturalmente se Caravaggio conosceva certamente gli affreschi della Farnesina, è difficile dire se conoscesse anche le stampe, sebbene libri del Caraglio e del Cartari, come singole riproduzioni di opere erano di regola presenti nelle botteghe d'arte, come quella del Cavalier D'Arpino, dove aveva lavorato l'artista prima di entrare a far parte dell'entourage del marchese del Monte.
Per un'opera così complessa il Caravaggio, la cui autografia oggi non sembra essere messa in dubbio dagli studiosi più avvertiti e anche da quelli autorevoli (come la Cinotti e la Gregori che dapprima l'avevano negata; il solo Ferdinando Bologna la escluse dal catalogo del Merisi, mentre dubbioso resta Maurizio Marini), si era probabilmente servito dell'autorevolezza del cardinale quale consulente o iconologo dell'opera come suggerisce il Moir.

## Iconologia
In due stampe di argomento alchemico conservate in L'escalier des Sages,  un volume di B. Coenders van Helpen, del 1693, individuato da Maurizio Calvesi, si può vedere la raffigurazione delle stesse tre divinità rappresentate dal Caravaggio: Plutone, Nettuno e Giove presentano i simboli dei tre stadi di aggregazione della materia; nella figurazione di destra si aggiunge Mercurio con l'elmo alato, che insieme alle altre tre divinità raffigurano quelli che sono propriamente gli dei dell'alchimia.
Sempre Calvesi pubblica una stampa del volume di alchimia Mutus Liber di Altus del 1677, che non presenta alcun commento scritto, ma diverse tavole illustrative; in una di esse Giove governa dall'alto una delle fasi culminanti dell'opus, fra i segni primaverili dell'Ariete, del Toro e dei Gemelli. Secondo i trattati di alchimia rinascimentale le fasi dell'opus alchemico sono quattro:
1. la nigredo, il nero, associata a questo colore e alla depressione, l'angoscia, la morte: inizialmente è necessaria la morte e la successiva putrefazione, che è espressa dalla semina invernale che marcisce nella terra. Per una rinascita è dunque essenziale una morte iniziale sotto il segno di Saturno.
2. Segue l'albedo, il bianco, la trasformazione e la rinascita primaverile, la speranza, l'iniziazione, la purezza, la verginità. L'albedo è la rinascita in primavera, lo sbocciare dei fiori e il rifiorire della vita.
3. Citrinitas è il giallo, la guarigione, il consolidamento, la fecondità) è invece il momento della combustione, quando il materiale deve essere bruciato. Per ottenere una nuova sostanza gli alchimisti usavano un prodotto giallo, lo zolfo, che simbolicamente indica il dinamismo fisico e psichico. Il giallo indica il principio attivo, germinativo, in grado di fornire la luce: il sole, principio maschile di vita è giallo.
4. Rubedo è il rosso è la pienezza, la spiritualità, l'armonia, l'amore universale, la profondità. Nell'opus è il momento dell'evaporazione, la trasformazione della materia solida in sostanza gassosa.[21]

La raffigurazione del Caravaggio è propriamente un'allegoria dell'opera alchemica, del processo di trasformazione alchemico dallo stato solido (la terra) allo stato liquido (l'acqua) a quello aereo (l'aria), sino alla rappresentazione della meta che è lo stato luminoso della pietra filosofale, nel dipinto murale raffigurata dal cosmo con la congiunzione del principio astrale maschile (il Sole), con quello astrale femminile (la Luna). Secondo i trattati alchemici l'intero processo dell'opus doveva compiersi nei mesi primaverili (marzo-aprile-maggio), pertanto, come vediamo nella sfera luminosa, la fascia zodiacale mostra i segni dell'Ariete, del Toro e dei Gemelli. 
L'alchimia, informa ancora Calvesi, ripete la creazione secondo il modello proposto dalla Genesi, e allo scopo cita l'alchimista Cesare della Rivera in una sua opera del 1603: 
La scelta di raffigurare tre elementi anziché quattro nasce dalla concezione stoica diffusa nel secolo XVI secondo la quale è l'immagine trilogica a riflettere l'idea del mondo (tre elementi), dell'uomo (tre temperamenti) e della composizione della materia, come anche aveva espresso Paracelso. Nella composizione figurativa ternaria gli dei esprimono, con le loro pose concitate e dinamiche, il dinamismo stesso della trasformazione della materia e nel Giove dominatore a cavallo dell'aquila e con il drappo bianco svolazzante si concentra questo movimento vorticoso che coinvolge la stessa rotazione della sfera celeste, del momento magico e allo stesso tempo creativo, della separazione della luce dalle tenebre. 
Questa raffigurazione segreta degli Elementi è molto importante nella Roma pre-barocca, costituendo un documento figurativo di come l'alchimia diventata scienza sperimentale e non più solo moda o capriccio venga accettata anche nella Roma della Controriforma e non messa all'Indice.